# Maní (ort i Colombia)
Maní är en ort i Colombia.   Den ligger i departementet Casanare, i den centrala delen av landet, 200 km öster om huvudstaden Bogotá. Maní ligger 178 meter över havet och antalet invånare är 7 031.
Terrängen runt Maní är mycket platt. Runt Maní är det mycket glesbefolkat, med 3 invånare per kvadratkilometer. Det finns inga andra samhällen i närheten. Omgivningarna runt Maní är huvudsakligen savann.